# Aeropuerto de Sauðárkrókur
El Aeropuerto de Sauðárkrókur (en islandés: Sauðárkróksflugvöllur) (IATA: SAK, OACI: BIKR) es un aeropuerto que sirve a la ciudad de Sauðárkrókur. Se encuentra en el municipio de Skagafjörður, situado en la región de Norðurland Vestra, al norte de Islandia.

## Aerolíneas y destinos
| Aerolíneas | Destinos  |
| ---------- | --------- |
| Air Arctic | Reykjavík |
| Eagle Air  | Reykjavík |

## Estadísticas
Ver fuente y consulta Wikidata.